# Kup Jugoslavije 1998-1999
La Kup Jugoslavije 1998-1999 (Coppa Jugoslava 1998-1999) fu la 8ª edizione della Kup Jugoslavije e la settima della Repubblica Federale di Jugoslavia.
La coppa fu vinta dalla Stella Rossa che sconfisse in finale il Partizan nel večiti derbi.

## Avvenimenti
Il 24 marzo 1999 sono iniziati i bombardamenti aerei della NATO sulla RF Jugoslavia. Ciò ha portato all'interruzione della stagione 1998-99. Le semifinali e la finale della Kup Jugoslavije sono state disputate una volta tornata la normalità (con la formula della gara unica invece di andata/ritorno).
Le squadre di etnia albanese del Kosovo abbandonano il sistema calcistico jugoslavo.

## Squadre partecipanti
Prva liga
- Budućnost Podgorica
- Hajduk Kula
- Obilić
- OFK Belgrado
- Partizan
- Prishtina
- Proleter Zrenjanin
- Rad Belgrado
- Radnički Kragujevac
- Radnički Niš
- Sartid
- Spartak Subotica
- Stella Rossa
- Vojvodina
- Železnik
- Zemun

Druga liga
- Bečej
- Borac Čačak
- Budućnost Valjevo
- CZ Gnjilane
- ČSK Čelarevo
- Čukarički
- Dinamo Pančevo
- Loznica
- Mladi Radnik
- Mladost Lučani
- Radnički Belgrado
- Rudar Pljevlja
- Sutjeska

Terza divisione
- Mladost Podgorica
- Teleoptik
- Trajal Kruševac

## Sedicesimi di finale
| Squadra 1                      | Risultato       | Squadra 2          |
| ------------------------------ | --------------- | ------------------ |
| 15.08.1998                     |                 |                    |
| ČSK Čelarevo                   | 3 – 4           | Partizan           |
| Zemun                          | 3 – 2           | Loznica            |
| Hajduk Kula                    | 2 – 0           | Borac Čačak        |
| Radnički Niš                   | 2 – 4           | Rad                |
| Bečej                          | 1 – 2           | Spartak Subotica   |
| Teleoptik                      | 1 – 2           | Sartid             |
| Trajal Kruševac                | 1 – 2           | Proleter Zrenjanin |
| Radnički Kragujevac            | 1 – 0           | OFK Belgrado       |
| Mladost Lučani                 | 3 – 0           | Rudar Pljevlja     |
| Dinamo Pančevo                 | 1 – 1 (6-5 dtr) | Prishtina          |
| CZ Gnjilane                    | 1 – 3           | Železnik           |
| Sutjeska                       | 1 – 1 (3-5 dtr) | Čukarički          |
| Stella Rossa                   | 10 – 1          | Mladost Podgorica  |
| Budućnost Podgorica            | 2 – 1           | Budućnost Valjevo  |
| Mladi Radnik                   | 0 – 2           | Vojvodina          |
| Obilić                         | 5 – 1           | Radnički Belgrado  |
| Ripetizione gara non omologata |                 |                    |
| Sutjeska                       | 0 – 2           | Čukarički          |

## Ottavi di finale
| Squadra 1           | Totale | Squadra 2           | Andata     | Ritorno    |
| ------------------- | ------ | ------------------- | ---------- | ---------- |
|                     |        |                     | 01.09.1998 | 23.09.1998 |
| Spartak Subotica    | 3 – 2  | Hajduk Kula         | 3 – 0      | 0 – 2      |
| Budućnost Podgorica | 2 – 3  | Sartid              | 2 – 2      | 0 – 1      |
| Zemun               | 2 – 0  | Mladost Lučani      | 0 – 0      | 2 – 0      |
| Železnik            | 1 – 11 | Stella Rossa        | 0 – 4      | 1 – 7      |
| Rad                 | 5 – 1  | Dinamo Pančevo      | 3 – 0      | 2 – 1      |
| Partizan            | 3 – 0  | Radnički Kragujevac | 2 – 0      | 1 – 0      |
| Proleter            | 4 – 5  | Vojvodina           | 2 – 4      | 2 – 1      |
| Čukarički           | 0 – 3  | Obilić              | 0 – 1      | 0 – 2      |

## Quarti di finale
| Squadra 1        | Totale | Squadra 2    | Andata     | Ritorno    |
| ---------------- | ------ | ------------ | ---------- | ---------- |
|                  |        |              | 10.10.1998 | 28.10.1998 |
| Vojvodina        | 2 – 1  | Rad          | 1 – 0      | 1 – 1      |
| Spartak Subotica | 2 – 5  | Stella Rossa | 0 – 4      | 1 – 3      |
| Partizan         | 7 – 1  | Zemun        | 3 – 0      | 4 – 1      |
| Sartid           | 2 – 7  | Obilić       | 1 – 3      | 1 – 4      |

## Fase finale
Dopo la fine della Operazione Allied Force (10 giugno 1999), viene portata a termine la competizione con una snella formula con gare singole.
| Squadra 1    | Risultato | Squadra 2    |
| ------------ | --------- | ------------ |
| SEMIFINALI   |           |              |
| Partizan     | 1 – 0     | Obilić       |
| Vojvodina    | 0 – 2     | Stella Rossa |
| FINALE       |           |              |
| Stella Rossa | 4 – 2     | Partizan     |

| Arbitro: | Dejan Delević (Belgrado) |

|           |           |  |
| Kežman 5’ | Marcatori |  |

| Arbitro: | Dragan Tripković (Valjevo) |

|  |           |                              |
|  | Marcatori | 32’ (rig.) Škorić 70’ Drulić |

| Arbitro: | Krstivoje Filipović (Belgrado) |

| |            | |
| Škorić 16’, 62’ (rig.) Pjanović 18’ Gojković 86’                                                                                  | Marcatori  | 37’ (rig.) Rašović 45’ Kežman                                                                                        |
| Kocić Dudić Bjegović (46' Ilić) Miljković Vitakić Bunjevčević Škorić (89' Mićić) Bošković Drulić Gojković (83' Bajčetić) Pjanović | Formazioni | R. Ilić Rašović Savić Krstajić Stojanovski (77' Ranković) Stanojević Ivić S. Ilić Tomić (77' Ilijev) Bjeković Kežman |
| Vojin Lazarević | Allenatori | Ljubiša Tumbaković                                                                                                   |